# Wendgräben (Brandenburg an der Havel)
Wendgräben ist ein Wohnplatz der Stadt Brandenburg an der Havel.

## Lage und Geschichte
Wendgräben liegt etwa sieben Kilometer südwestlich von Brandenburgs Stadtmitte. Das ehemalige Gut und die Kolonie befinden sich am östlichen Buckau-Ufer im Neustädtischen Forst. Im Nordosten verläuft die Magdeburger Heerstraße, weiter nordöstlich befindet sich der Breitlingsee.
Urkundlich erwähnt wurde das Dorf Wentgroeben in den Jahren 1368 und 1381. Der Ort lag etwas westlich des heutigen Gutes und war schon 1400 wüst. In dieser Zeit hatte Hans von Quitzow sich hier niedergelassen, um die Straße zwischen Sachsen und Anhalt zu kontrollieren.
Im 16. Jahrhundert wurde das Gut Wendgräben westlich des wüsten Dorfes errichtet. Davor befand sich hier eine Schäferei. Die Schäferei wurde zum Vorwerk erweitert, allerdings wurde diese dann 1848 wieder aufgelöst. Schon vor dieser Zeit bis 1928 bestand hier eine Försterei.
Südöstlich des Gutes befindet sich die Kolonie Wendgräben. Die Kolonie wurde im Jahre 1754 errichtet. 1858 standen hier sechs Wohngebäude und neun Wirtschaftsgebäude.

## Baudenkmale
Für Wendgräben sind drei Baudenkmale ausgewiesen.
- Wendgräben 9, Gehöft: Das Gehöft wurde in der zweiten Hälfte des 18. Jahrhunderts errichtet. Das Haus des Gehöftes ist ein eingeschossiger, traufständiger Ziegelbau mit Satteldach, die rechte Seite des Daches ist als Krüppelwalm ausgebildet. Das Haus hat vier Achsen, in der zweiten Achsen von links befindet sich der Eingang. Das Stallgebäude und die Scheune wurden im 19. Jahrhundert erbaut.

- Wendgräben 19, Gutshof: Das Gut wurde im 16. Jahrhundert errichtet. Das Gut war erst Schäferei, dann Försterei. Mit Einrichtung der Schwemmkanalisation im Jahre 1898 in Brandenburg an der Havel wurde es als Rieselgut für Brandenburg genutzt. Die Rieselfelder befanden sich nördlich des Gutes und südlich der ehemaligen Magdeburger Heerstraße. In dem Bau des Klärwerkes Briest wurde die Verrieselung eingestellt. Das heutige Gutshaus wurde wahrscheinlich in der ersten Hälfte des 18. Jahrhunderts erbaut. Das Gutshaus ist ein zweigeschossiges Haus mit Walmdach. In der dritten Achse links von sechs Achsen befindet sich der Eingang unter einem Balkon. Das Stallgebäude wurde um 1760, die Scheune um 1910 erbaut. Im Gutshaus und zwei weiteren Gebäuden befinden sich heute Ferienwohnungen, im Stall und in der Scheune finden heute Hochzeiten und sonstige Veranstaltungen statt.[2]

- Wendgräben, Backhaus: Östlich des Gutshauses befindet sich das Backhaus. Es ist das letzte Backhaus im Stadtkreis Brandenburg.